# فهرست سران کنونی کشورها و دولت‌ها
این فهرست سران کنونی کشورها و دولت‌ها است. در نظام ریاستی، تنها یک فرد وجود دارد که همزمان رئیس کشور و رئیس دولت است اما در سایر موارد (بیشتر در نظام نیمه‌ریاستی و نظام پارلمانی)، رئیس کشور و رئیس دولت، افراد متفاوتی هستند. در نظام‌های نیمه‌ریاستی و پارلمانی، رهبری دولت (قوه مجریه)، توسط هردوی رئیس کشور و رئیس دولت، انجام می‌شود. در نظام تک‌حزبی، رهبر حزب حاکم (دبیرکل) معمولاً به صورت «دفاکتو» رهبر عالی کشور نیز هست، اگرچه گاهی‌اوقات این رهبر، ریاست‌جمهوری یا نخست‌وزیری را هم برعهده دارد.

## کشورهای عضو و ناظر سازمان ملل متحد
| راهنما                                                                             |
| ---------------------------------------------------------------------------------- |
| رهبرانی را نشان می‌دهد که به صورت قانونی و رسمی، قدرت اجرایی را در دست دارند.       |
| رهبرانی را نشان می‌دهد که به صورت فراقانونی و غیررسمی، قدرت اجرایی را در دست دارند. |

| کشور                   | رئیس کشور | رئیس دولت                                                    |
| ---------------------- | --- | ------------------------------------------------------------ |
| افغانستان              | رهبر – هبت‌الله آخندزاده | رئیس‌الوزرای موقت – محمدحسن آخند                              |
| آلبانی                 | رئیس‌جمهور – بایرام بگای | نخست‌وزیر – ادی راما                                          |
| الجزایر                | رئیس‌جمهور – عبدالمجید تبون | نخست‌وزیر – نذیر عرباوی                                       |
| آندورا                 | شاهزاده مشترک اسقفی – خوزه لوییس سرانو پنتینات نماینده شاهزاده – ژوزپ ماریا مائوری شاهزاده مشترک فرانسوی – امانوئل مکرون نماینده شاهزاده – پاتریک استریزودا | نخست‌وزیر – خاویر اسپوت زامورا                                |
| آنگولا                 | رئیس‌جمهور – ژوآو لورنسو | رئیس‌جمهور – ژوآو لورنسو                                      |
| آنتیگوآ و باربودا      | پادشاه – چارلز سوم فرماندار کل – سر رادنی ویلیامز | نخست‌وزیر – گاستون براون                                      |
| آرژانتین               | رئیس‌جمهور – خاویر میلئی | رئیس‌جمهور – خاویر میلئی                                      |
| ارمنستان               | رئیس‌جمهور – واهاگن خاچاطوریان | نخست‌وزیر – نیکول پاشینیان                                    |
| استرالیا               | پادشاه – چارلز سوم فرماندار کل – سامانتا ماستین | نخست‌وزیر – آنتونی آلبانیزی                                   |
| اتریش                  | رئیس‌جمهور – الکساندر فن در بلن | صدراعظم – کریستین استوکر                                     |
| جمهوری آذربایجان       | رئیس‌جمهور – الهام علی‌اف | نخست‌وزیر – علی اسدوف                                         |
| باهاما                 | پادشاه – چارلز سوم فرماندار کل – سینتیا الکساندریا پرت | نخست‌وزیر – فیلیپ دیویس                                       |
| بحرین                  | پادشاه – حمد بن عیسی آل خلیفه | نخست‌وزیر – سلمان بن حمد بن عیسی آل خلیفه                     |
| بنگلادش                | رئیس‌جمهور – محمد شهاب‌الدین چوپو | مشاور ارشد – محمد یونس                                       |
| باربادوس               | رئیس‌جمهور – ساندرا میسن | نخست‌وزیر – میا موتلی                                         |
| بلاروس                 | رئیس‌جمهور – الکساندر لوکاشنکو | نخست‌وزیر – الکساندر تورچین                                   |
| بلژیک                  | پادشاه – فیلیپ | نخست‌وزیر – بارت دی وور                                       |
| بلیز                   | پادشاه – چارلز سوم فرماندار کل – سر فرولا تزالام | نخست‌وزیر – جانی بریسنو                                       |
| بنین                   | رئیس‌جمهور – پاتریس تالون | رئیس‌جمهور – پاتریس تالون                                     |
| بوتان (کشور)           | پادشاه – جیگمی خسار نامگیال وانگچوک | نخست‌وزیر – تشرینگ توبگای                                     |
| بولیوی                 | رئیس‌جمهور – لوئیس آرسه | رئیس‌جمهور – لوئیس آرسه                                       |
| بوسنی و هرزگوین        | نماینده عالی – کریستیان اشمیت | نماینده عالی – کریستیان اشمیت                                |
| بوسنی و هرزگوین        | ریاست‌جمهوری | رئیس شورای وزیران – بوریانا کریشتو                           |
| بوسنی و هرزگوین        | اعضا: | رئیس شورای وزیران – بوریانا کریشتو                           |
| بوتسوانا               | رئیس‌جمهور – دوما بوکو | رئیس‌جمهور – دوما بوکو                                        |
| برزیل                  | رئیس‌جمهور – لوئیس ایناسیو لولا دا سیلوا | رئیس‌جمهور – لوئیس ایناسیو لولا دا سیلوا                      |
| برونئی                 | سلطان و نخست‌وزیر – حسن البلقیه | سلطان و نخست‌وزیر – حسن البلقیه                               |
| بلغارستان              | رئیس‌جمهور – رومن رادف | نخست‌وزیر – روزن ژلیازکوف                                     |
| بورکینافاسو            | رئیس جنبش میهنی برای حفاظت و بازسازی – ابراهیم ترائوره | رئیس جنبش میهنی برای حفاظت و بازسازی – ابراهیم ترائوره       |
| بورکینافاسو            | رئیس‌جمهور موقت – ابراهیم ترائوره | نخست‌وزیر موقت – ژان امانوئل اودراگو                          |
| بوروندی                | رئیس‌جمهور – اواریسته دایی‌شیمیه | نخست‌وزیر – نستور نتاهونتویه                                  |
| کامبوج                 | پادشاه – نوردوم سیهامونی | نخست‌وزیر – هان مانت                                          |
| کامرون                 | رئیس‌جمهور – پل بیا | نخست‌وزیر – جوسیف نگوت                                        |
| کانادا                 | پادشاه – چارلز سوم فرماندار کل – مری سایمون | نخست‌وزیر – مارک کارنی                                        |
| کیپ ورد                | رئیس‌جمهور – خوزه ماریا نوس | نخست‌وزیر – یولیسز کوریا ای سیلوا                             |
| جمهوری آفریقای مرکزی   | رئیس‌جمهور – فوستن-آرکانژ توادرا | نخست‌وزیر – فلیکس مولوآ                                       |
| چاد                    | رئیس‌جمهور دوران انتقالی – محمد دبی | نخست‌وزیر – اللامای هالینا                                    |
| شیلی                   | رئیس‌جمهور – گابریل بوریک | رئیس‌جمهور – گابریل بوریک                                     |
| چین                    | دبیرکل حزب کمونیست – شی جین پینگ | دبیرکل حزب کمونیست – شی جین پینگ                             |
| چین                    | رئیس‌جمهور – شی جین پینگ | نخست‌وزیر – لی چیانگ                                          |
| کلمبیا                 | رئیس‌جمهور – گوستاوو پترو | رئیس‌جمهور – گوستاوو پترو                                     |
| کومور                  | رئیس‌جمهور – غزالی عثمانی | رئیس‌جمهور – غزالی عثمانی                                     |
| جمهوری دموکراتیک کنگو  | رئیس‌جمهور – فلیکس تشیسکدی | نخست‌وزیر – جودیت سومینوا                                     |
| جمهوری کنگو            | رئیس‌جمهور – دنیس ساسو نگسو | نخست‌وزیر – آناتول کولینت ماکوسو                              |
| کاستاریکا              | رئیس‌جمهور – رودریگو چاوز روبلس | رئیس‌جمهور – رودریگو چاوز روبلس                               |
| کرواسی                 | رئیس‌جمهور – زوران میلانوویچ | نخست‌وزیر – آندری پلنکوویچ                                    |
| کوبا                   | دبیر نخست حزب کمونیست – میگل دایاز-کانل | دبیر نخست حزب کمونیست – میگل دایاز-کانل                      |
| کوبا                   | رئیس‌جمهور – میگل دایاز-کانل | نخست‌وزیر – مانوئل ماررو کروز                                 |
| قبرس                   | رئیس‌جمهور – نیکوس کریستودولیدس | رئیس‌جمهور – نیکوس کریستودولیدس                               |
| جمهوری چک              | رئیس‌جمهور – پتر پاول | نخست‌وزیر – پتر فیالا                                         |
| دانمارک                | پادشاه – فردریک دهم | نخست‌وزیر – مته فردریکسن                                      |
| جیبوتی                 | رئیس‌جمهور – اسماعیل عمر غیله | نخست‌وزیر – عبدالقادر کمیل محمد                               |
| دومینیکا               | رئیس‌جمهور – سیلوانی برتون | نخست‌وزیر – روزولت اسکریت                                     |
| جمهوری دومینیکن        | رئیس‌جمهور – لوییز آبینادر | رئیس‌جمهور – لوییز آبینادر                                    |
| تیمور شرقی             | رئیس‌جمهور – خوزه راموس | نخست‌وزیر – ژانانا گوژماو                                     |
| اکوادور                | رئیس‌جمهور – دانیل نوبوآ | رئیس‌جمهور – دانیل نوبوآ                                      |
| مصر                    | رئیس‌جمهور – عبدالفتاح سیسی | نخست‌وزیر – مصطفی مدبولی                                      |
| السالوادور             | رئیس‌جمهور موقت – کلودیا رودریگز دی گوارا | رئیس‌جمهور موقت – کلودیا رودریگز دی گوارا                     |
| گینه استوایی           | رئیس‌جمهور – تئودور اوبیانگ انگوئما | نخست‌وزیر – مانوئل اوسا نسوه انسوآ                            |
| اریتره                 | رئیس‌جمهور – ایسایاس آفورکی | رئیس‌جمهور – ایسایاس آفورکی                                   |
| استونی                 | رئیس‌جمهور – آلار کاریس | نخست‌وزیر – کریستن میهال                                      |
| اسواتینی               | پادشاه – مسواتی سوم | نخست‌وزیر – راسل دلامینی                                      |
| اسواتینی               | ملکه – نتفومبی | نخست‌وزیر – راسل دلامینی                                      |
| اتیوپی                 | رئیس‌جمهور – تایه آتسکه سلاسی | نخست‌وزیر – آبی احمد                                          |
| فیجی                   | رئیس‌جمهور – نایقاما لالابالاوو | نخست‌وزیر – سیتونی رابوکا                                     |
| فنلاند                 | رئیس‌جمهور – الکساندر اشتوب | نخست‌وزیر – پتری اورپو                                        |
| فرانسه                 | رئیس‌جمهور – امانوئل مکرون | نخست‌وزیر – فرانسوا بایرو                                     |
| گابن                   | رئیس کمیته انتقال و احیای نهادها – بریس کلوتایر اولیگی نگئما                                                                                                | رئیس کمیته انتقال و احیای نهادها – بریس کلوتایر اولیگی نگئما |
| گابن                   | رئیس‌جمهور دوران انتقالی – بریس کلوتایر اولیگی نگئما | نخست‌وزیر موقت – ریموند اندوگ سیما                            |
| گامبیا                 | رئیس‌جمهور – آداما بارو | رئیس‌جمهور – آداما بارو                                       |
| گرجستان                | رئیس‌جمهور – میخائیل قاولاشویلی | نخست‌وزیر – ایراکلی کوباخیدزه                                 |
| آلمان                  | رئیس‌جمهور – فرانک والتر اشتاین‌مایر | صدراعظم – فریدریش مرتس                                       |
| غنا                    | رئیس‌جمهور – جان درامانی ماهاما | رئیس‌جمهور – جان درامانی ماهاما                               |
| یونان                  | رئیس‌جمهور – کنستانتینوس تاسولاس | نخست‌وزیر – کیریاکوس میتسوتاکیس                               |
| گرنادا                 | پادشاه – چارلز سوم فرماندار کل – دام سیسیل لا گرناد | نخست‌وزیر – دیکن میچل                                         |
| گواتمالا               | رئیس‌جمهور – برناردو آروالو | رئیس‌جمهور – برناردو آروالو                                   |
| گینه                   | رئیس کمیته ملی صلح و توسعه – مامادی دومبویا | رئیس کمیته ملی صلح و توسعه – مامادی دومبویا                  |
| گینه                   | رئیس‌جمهور موقت – مامادی دومبویا | نخست‌وزیر – باه آوری                                          |
| گینه بیسائو            | رئیس‌جمهور – اومارو سیسوکو امبالو | نخست‌وزیر – روی دوآرته دا باروس                               |
| گویان                  | رئیس‌جمهور – عرفان علی | نخست‌وزیر – مارک فیلیپس                                       |
| هائیتی                 | ریاست‌جمهوری – شورای انتقالی ریاست‌جمهوری | نخست‌وزیر موقت – آلکس دیدیر فیلس امه                          |
| هائیتی                 | لوران سنت سیر (رئیس) | نخست‌وزیر موقت – آلکس دیدیر فیلس امه                          |
| هائیتی                 | سایر اعضا: | نخست‌وزیر موقت – آلکس دیدیر فیلس امه                          |
| هندوراس                | رئیس‌جمهور – سیومارا کاسترو | رئیس‌جمهور – سیومارا کاسترو                                   |
| مجارستان               | رئیس‌جمهور – تاماش شویک | نخست‌وزیر – ویکتور اوربان                                     |
| ایسلند                 | رئیس‌جمهور – هالا توماسدوتر | نخست‌وزیر – کریسترون فراستادوتیر                              |
| هند                    | رئیس‌جمهور – دراپادی مورمو | نخست‌وزیر – نارندرا مودی                                      |
| اندونزی                | رئیس‌جمهور – پروبوا سوبیانتو | رئیس‌جمهور – پروبوا سوبیانتو                                  |
| ایران                  | رهبر – سید علی خامنه‌ای | رئیس‌جمهور – مسعود پزشکیان                                    |
| عراق                   | رئیس‌جمهور – عبداللطیف رشید | نخست‌وزیر –محمد شیاع السودانی                                 |
| جمهوری ایرلند          | رئیس‌جمهور – مایکل دی هیگینز | تی‌شاخ – مایکل مارتین                                         |
| اسرائیل                | رئیس‌جمهور – اسحاق هرتزوگ | نخست‌وزیر – بنیامین نتانیاهو                                  |
| ایتالیا                | رئیس‌جمهور – سرجو ماتارلا | نخست‌وزیر – جورجا ملونی                                       |
| ساحل عاج               | رئیس‌جمهور – آلاسان واتارا | نخست‌وزیر – رابرت بوگر مامبه                                  |
| جامائیکا               | پادشاه – چارلز سوم فرماندار کل – سر پاتریک آلن | نخست‌وزیر – اندرو هولنس                                       |
| ژاپن                   | امپراتور – ناروهیتو | نخست‌وزیر – شیگرو ایشیبا                                      |
| اردن                   | پادشاه – عبدالله دوم | نخست‌وزیر – جعفر حسان                                         |
| قزاقستان               | رئیس‌جمهور – قاسم جومارت توقایف | نخست‌وزیر – اولیاس بکتنوف                                     |
| کنیا                   | رئیس‌جمهور – ویلیام روتو | رئیس‌جمهور – ویلیام روتو                                      |
| کیریباتی               | رئیس‌جمهور – تانتی مامائو | رئیس‌جمهور – تانتی مامائو                                     |
| کویت                   | امیر – مشعل الاحمد الجابر الصباح | نخست‌وزیر – احمد عبدالله احمد الصباح                          |
| قرقیزستان              | رئیس‌جمهور – صدر جباروف | نخست‌وزیر – آدیلبک کاسیمالیف                                  |
| لائوس                  | دبیرکل حزب انقلابی خلق – تونگلون سیسولیت | دبیرکل حزب انقلابی خلق – تونگلون سیسولیت                     |
| لائوس                  | رئیس‌جمهور – تونگلون سیسولیت | نخست‌وزیر – سونکسای سیفادون                                   |
| لتونی                  | رئیس‌جمهور – ادگارس رینکویکس | نخست‌وزیر – اویکا سیلینا                                      |
| لبنان                  | رئیس‌جمهور – جوزف عون | نخست‌وزیر – نواف سلام                                         |
| لسوتو                  | پادشاه – لتسی سوم | نخست‌وزیر – سام ماتکان                                        |
| لیبریا                 | رئیس‌جمهور – جوزف بواکای | رئیس‌جمهور – جوزف بواکای                                      |
| لیبی                   | رئیس شورای ریاست‌جمهوری – محمد منفی | نخست‌وزیر – عبدالحمید دبیبه                                   |
| لیختن‌اشتاین            | شاهزاده سلطنتی – هانس ادام دوم | نخست‌وزیر – بریگیت هاس                                        |
| لیختن‌اشتاین            | نائب‌السلطنه – شاهزاده موروثی آلوئیس | نخست‌وزیر – بریگیت هاس                                        |
| لیتوانی                | رئیس‌جمهور – هیتاناس ناوسدا | نخست‌وزیر موقت – ریمانتاس شادژیوس                             |
| لوکزامبورگ             | دوک بزرگ – آنری نائب‌السلطنه – گیوم | نخست‌وزیر – لوک فریدن                                         |
| ماداگاسکار             | رئیس‌جمهور – آندری راژولینا | نخست‌وزیر – کریستین نتسای                                     |
| مالاوی                 | رئیس‌جمهور – لازاروس چاکورا | رئیس‌جمهور – لازاروس چاکورا                                   |
| مالزی                  | یانگ دی‌پرتوان آگونگ – ابراهیم اسکندر | نخست‌وزیر – انور ابراهیم                                      |
| مالدیو                 | رئیس‌جمهور – محمد مویزو | رئیس‌جمهور – محمد مویزو                                       |
| مالی                   | رئیس‌جمهور موقت – آسیمی گویتا | نخست‌وزیر موقت – عبدالله مایگا                                |
| مالت                   | رئیس‌جمهور – میریام اسپیتری دبونو | نخست‌وزیر – روبرت آبلا                                        |
| جزایر مارشال           | رئیس‌جمهور – هیلدا هین | رئیس‌جمهور – هیلدا هین                                        |
| موریتانی               | رئیس‌جمهور – محمد ولد غزوانی | نخست‌وزیر – مختار ولد اجای                                    |
| موریس                  | رئیس‌جمهور – دارم گوخول | نخست‌وزیر – ناوین رامگولام                                    |
| مکزیک                  | رئیس‌جمهور – کلودیا شینباوم | رئیس‌جمهور – کلودیا شینباوم                                   |
| ایالات فدرال میکرونزی  | رئیس‌جمهور – وسلی سیمینا | رئیس‌جمهور – وسلی سیمینا                                      |
| مولدووا                | رئیس‌جمهور – مایا ساندو | نخست‌وزیر – دورین ریسین                                       |
| موناکو                 | شاهزاده حاکم – آلبرت دوم | وزیر کشور – کریستوف میرماند                                  |
| مغولستان               | رئیس‌جمهور – اوخناگین خورلسوخ | نخست‌وزیر – گومبوجاوین زندانشاتار                             |
| مونته‌نگرو              | رئیس‌جمهور – یاکوف میلاتوویچ | نخست‌وزیر – میلویکو اسپایچ                                    |
| مراکش                  | پادشاه – محمد ششم | نخست‌وزیر – عزیز اخنوش                                        |
| موزامبیک               | رئیس‌جمهور – دانیل چاپو | نخست‌وزیر – ماریا بنویندا لوی                                 |
| میانمار                | رئیس شورای اداری دولتی – مین آنگ هلینگ | رئیس شورای اداری دولتی – مین آنگ هلینگ                       |
| میانمار                | رئیس‌جمهور موقت – مین آنگ هلینگ | نخست‌وزیر – نیو اره                                           |
| نامیبیا                | رئیس‌جمهور – نتومبو ناندی-ندایتوا | نخست‌وزیر – الیجاه نگواره                                     |
| نائورو                 | رئیس‌جمهور – دیوید آدانگ | رئیس‌جمهور – دیوید آدانگ                                      |
| نپال                   | رئیس‌جمهور – رام چاندرا پودل | نخست‌وزیر – شارما اولی                                        |
| هلند                   | پادشاه – ویلم-آلکساندر | نخست‌وزیر – دیک اسخوف                                         |
| نیوزیلند               | پادشاه – چارلز سوم فرماندار کل – دام سیندی کیرو | نخست‌وزیر – کریستوفر لکسون                                    |
| نیکاراگوئه             | رئیس‌جمهورهای مشترک – دانیل اورتگا و روزاریو موریلو | رئیس‌جمهورهای مشترک – دانیل اورتگا و روزاریو موریلو           |
| نیجر                   | رئیس شورای ملی حفاظت از میهن – عبدالرحمان تشیانی | نخست‌وزیر موقت – علی لمینه زین                                |
| نیجریه                 | رئیس‌جمهور – بولا احمد تینوبو | رئیس‌جمهور – بولا احمد تینوبو                                 |
| کره شمالی              | دبیرکل حزب کارگران – کیم جونگ اون | دبیرکل حزب کارگران – کیم جونگ اون                            |
| کره شمالی              | رئیس کمیسیون امور دولتی – کیم جونگ اون | نخست‌وزیر – آهنگ پاک تائه                                     |
| مقدونیه شمالی          | رئیس‌جمهور – استیوو پاندوروفسکی | نخست‌وزیر – هریستیجان میکوسکی                                 |
| نروژ                   | پادشاه – هارالد پنجم | نخست‌وزیر – یوناس گار استوره                                  |
| عمان                   | سلطان و نخست‌وزیر – هیثم بن طارق آل سعید | سلطان و نخست‌وزیر – هیثم بن طارق آل سعید                      |
| پاکستان                | رئیس‌جمهور – آصف‌علی زرداری | نخست‌وزیر – شهباز شریف                                        |
| پالائو                 | رئیس‌جمهور – سورانجل ویپس جونیور | رئیس‌جمهور – سورانجل ویپس جونیور                              |
| فلسطین                 | رئیس‌جمهور – محمود عباس | نخست‌وزیر – محمد مصطفی                                        |
| پاناما                 | رئیس‌جمهور – خوزه رائول مولینو | رئیس‌جمهور – خوزه رائول مولینو                                |
| پاپوآ گینه نو          | پادشاه – چارلز سوم فرماندار کل – سر باب دادا | نخست‌وزیر – جیمز ماراپه                                       |
| پاراگوئه               | رئیس‌جمهور – سانتیاگو پنیا | رئیس‌جمهور – سانتیاگو پنیا                                    |
| پرو                    | رئیس‌جمهور – دینا بولوارته | نخست‌وزیر – ادواردو آرانا یسا                                 |
| فیلیپین                | رئیس‌جمهور – بونگبونگ مارکوس | رئیس‌جمهور – بونگبونگ مارکوس                                  |
| لهستان                 | رئیس‌جمهور – کارول ناوروتسکی | نخست‌وزیر – دونالد توسک                                       |
| پرتغال                 | رئیس‌جمهور – مارسلو ربلو دی سوسا | نخست‌وزیر – لوئیس مونته‌نگرو                                   |
| قطر                    | امیر – تمیم بن حمد آل ثانی | نخست‌وزیر – محمد بن عبدالرحمن آل ثانی                         |
| رومانی                 | رئیس‌جمهور موقت – نیکوشور دان | نخست‌وزیر موقت – ایلی بولوجان                                 |
| روسیه                  | رئیس‌جمهور – ولادیمیر پوتین | نخست‌وزیر – میخائیل میشوستین                                  |
| رواندا                 | رئیس‌جمهور – پل کاگامه | نخست‌وزیر – جاستین نسنگیوموا                                  |
| سنت کیتس و نویس        | پادشاه – چارلز سوم فرماندار کل – سر مارسلا لیبورد | نخست‌وزیر – ترنس درو                                          |
| سنت لوسیا              | پادشاه – چارلز سوم فرماندار کل – سر ارول چارلز | نخست‌وزیر – فیلیپ پیر                                         |
| سنت وینسنت و گرنادین‌ها | پادشاه – چارلز سوم فرماندار کل – دام سوزان دوگان | نخست‌وزیر – رالف گونسالوس                                     |
| ساموآ                  | او لی آو او لی مالو – فالیتوا سوالافی دوم | نخست‌وزیر – فیامه نائومی ماتافا                               |
| سان مارینو             | کاپیتان ریجنت – دنیس برنزتی | وزیر امور خارجه و سیاسی – لوکا بکاری                         |
| سان مارینو             | کاپیتان ریجنت – ایتالو ریگی | وزیر امور خارجه و سیاسی – لوکا بکاری                         |
| سائوتومه و پرنسیپ      | رئیس‌جمهور – کارلوس ویلا نوا | نخست‌وزیر – آمریکو راموس                                      |
| عربستان سعودی          | پادشاه – سلمان بن عبدالعزیز آل سعود | نخست‌وزیر – محمد بن سلمان آل سعود                             |
| سنگال                  | رئیس‌جمهور – بسیرو دیومای فای | نخست‌وزیر – عثمان سونکو                                       |
| صربستان                | رئیس‌جمهور – الکساندر ووچیچ | نخست‌وزیر – قورو ماکات                                        |
| سیشل                   | رئیس‌جمهور – وول رامکلاوان | رئیس‌جمهور – وول رامکلاوان                                    |
| سیرالئون               | رئیس‌جمهور – جولیوس مادا بیو | وزیر ارشد – دیوید معینینا سنگه                               |
| سنگاپور                | رئیس‌جمهور – ثارمان شانموگاراتنام | نخست‌وزیر – لورنس وانگ                                        |
| اسلواکی                | رئیس‌جمهور – پیتر پلگرینی | نخست‌وزیر موقت – رابرت فیتسو                                  |
| اسلوونی                | رئیس‌جمهور – ناتاشا پیرک موسار | نخست‌وزیر – رابرت گولوب                                       |
| جزایر سلیمان           | پادشاه – چارلز سوم فرماندار کل – دیوید تیوا کاپو | نخست‌وزیر – جرمیا مانل                                        |
| سومالی                 | رئیس‌جمهور – حسن شیخ محمود | نخست‌وزیر – حمزه عبد بری                                      |
| آفریقای جنوبی          | رئیس‌جمهور – سیریل رامافوسا | رئیس‌جمهور – سیریل رامافوسا                                   |
| کره جنوبی              | رئیس‌جمهور – لی جه میونگ | نخست‌وزیر – کیم مین-سوک                                       |
| سودان جنوبی            | رئیس‌جمهور – سالوا کیر مایاردیت | رئیس‌جمهور – سالوا کیر مایاردیت                               |
| اسپانیا                | پادشاه – فلیپه ششم | نخست‌وزیر – پدرو سانچز                                        |
| سری‌لانکا               | رئیس‌جمهور – آنورا کومارا دیسانایکه | نخست‌وزیر – هارینی آمارسوریا                                  |
| سودان                  | شورای حاکمیت انتقالی | نخست‌وزیر – کامل ادریس                                        |
| سودان                  | عبدالفتاح البرهان (رئیس) | نخست‌وزیر – کامل ادریس                                        |
| سودان                  | سایر اعضا: | نخست‌وزیر – کامل ادریس                                        |
| سورینام                | رئیس‌جمهور – جنیفر گیرلینگز-سیمونز | رئیس‌جمهور – جنیفر گیرلینگز-سیمونز                            |
| سوئد                   | پادشاه – کارل گوستاف شانزدهم | نخست‌وزیر – اولف کریسترسون                                    |
| سوئیس                  | شورای فدرال | شورای فدرال                                                  |
| سوئیس                  | اعضا: |                                                              |
| سوریه                  | رئیس‌جمهور – احمد الشرع | رئیس‌جمهور – احمد الشرع                                       |
| تاجیکستان              | رئیس‌جمهور – امامعلی رحمان | نخست‌وزیر – قاهر رسول‌زاده                                     |
| تانزانیا               | رئیس‌جمهور – سامیه حسن | نخست‌وزیر – قاسم مجالیوا                                      |
| تایلند                 | پادشاه – واجیرالونگکورن | نخست‌وزیر موقت – پومتام ویچایاچای                             |
| توگو                   | رئیس‌جمهور – ژان لوسین ساوی دو تووه | نخست‌وزیر – ویکتوری تومگاه دوگبه                              |
| تونگا                  | پادشاه – توپوی ششم | نخست‌وزیر موقت – آیساکه ایکه                                  |
| ترینیداد و توباگو      | رئیس‌جمهور – کریستین کانگالو | نخست‌وزیر – کاملا پرساد-بیسسار                                |
| تونس                   | رئیس‌جمهور – قیس سعید | نخست‌وزیر – ساره زعفرانی                                      |
| ترکیه                  | رئیس‌جمهور – رجب طیب اردوغان | رئیس‌جمهور – رجب طیب اردوغان                                  |
| ترکمنستان              | رئیس شورای خلق – قربانقلی بردی‌محمداف | رئیس شورای خلق – قربانقلی بردی‌محمداف                         |
| ترکمنستان              | رئیس‌جمهور – سردار بردی‌محمداف |                                                              |
| تووالو                 | پادشاه – چارلز سوم فرماندار کل – توفیگا واوالو فلانی | نخست‌وزیر – فلتی تئو                                          |
| اوگاندا                | رئیس‌جمهور – یووری موسونی | نخست‌وزیر – رابینا نبانجا                                     |
| اوکراین                | رئیس‌جمهور – ولودیمیر زلنسکی | نخست‌وزیر – یولیا سویریدنکو                                   |
| امارات متحده عربی      | رئیس‌جمهور – محمد بن زاید آل نهیان | نخست‌وزیر – محمد بن راشد آل مکتوم                             |
| بریتانیا               | پادشاه – چارلز سوم | نخست‌وزیر – کی‌یر استارمر                                      |
| ایالات متحده آمریکا    | رئیس‌جمهور – دونالد ترامپ | رئیس‌جمهور – دونالد ترامپ                                     |
| اروگوئه                | رئیس‌جمهور – یاماندو اورسی | رئیس‌جمهور – یاماندو اورسی                                    |
| ازبکستان               | رئیس‌جمهور – شوکت میرضیایف | نخست‌وزیر – عبدالله عارفوف                                    |
| وانواتو                | رئیس‌جمهور – نیکنیکه وروباراوو | نخست‌وزیر – یوتهام نپات                                       |
| واتیکان                | حاکم – پاپ لئون چهاردهم | رئیس فرمانداری – رافائلا پترینی                              |
| ونزوئلا                | رئیس‌جمهور – نیکلاس مادورو | رئیس‌جمهور – نیکلاس مادورو                                    |
| ویتنام                 | دبیرکل حزب کمونیست – نگوین فو ترونگ | دبیرکل حزب کمونیست – نگوین فو ترونگ                          |
| ویتنام                 | رئیس‌جمهور – لونگ کوونگ | نخست‌وزیر – فام مین چین                                       |
| یمن                    | رئیس شورای رهبری – رشاد علیمی | نخست‌وزیر – سالم صالح بن بریک                                 |
| زامبیا                 | رئیس‌جمهور – هاکاینده هیچیلما | رئیس‌جمهور – هاکاینده هیچیلما                                 |
| زیمبابوه               | رئیس‌جمهور – امرسون منانگاگوا | رئیس‌جمهور – امرسون منانگاگوا                                 |

## سایر کشورها
کشورهای زیر، وابسته یکی از کشورهای عضو سازمان ملل متحد هستند.
| کشور      | کشور مدعی | رئیس کشور                                       | رئیس دولت             |
| --------- | --------- | ----------------------------------------------- | --------------------- |
| جزایر کوک | نیوزیلند  | پادشاه – چارلز سوم نماینده پادشاه – تام مارسترز | نخست‌وزیر – مارک براون |
| نیووی     | نیوزیلند  | پادشاه – چارلز سوم نماینده پادشاه – سیندی کیرو  | رهبر – دالتون تاگلاگی |

کشورهای زیر حداقل بخشی از قلمرو خود را کنترل می‌کنند و حداقل توسط یک کشور عضو سازمان ملل متحد به رسمیت شناخته می‌شوند.
| کشور                       | کشور مدعی | رئیس کشور                            | رئیس دولت                            |
| -------------------------- | --------- | ------------------------------------ | ------------------------------------ |
| آبخاز                      | گرجستان   | رئیس‌جمهور موقت – بدره گونبا          | نخست‌وزیر موقت – والری بگانبا         |
| تایوان                     | چین       | رئیس‌جمهور – لای چینگ ته              | نخست‌وزیر – چو جونگ تای               |
| کوزوو                      | صربستان   | رئیس‌جمهور – ویوسا عثمانی             | نخست‌وزیر – آلبین کورتی               |
| قبرس شمالی                 | قبرس      | رئیس‌جمهور – ارسین تاتار              | نخست‌وزیر – اونال اوستل               |
| جمهوری دموکراتیک عربی صحرا | مراکش     | دبیرکل جبهه پولیساریو – ابراهیم غالی | دبیرکل جبهه پولیساریو – ابراهیم غالی |
| جمهوری دموکراتیک عربی صحرا | مراکش     | رئیس‌جمهور – ابراهیم غالی             | نخست‌وزیر – بوچریا حمودی بایون        |
| اوستیای جنوبی              | گرجستان   | رئیس‌جمهور – آلان گاگلویف             | نخست‌وزیر – کنستانتین ژوسویف          |

کشورهای زیر قلمرو خود را کنترل می‌کنند، اما توسط هیچ‌یک از کشورهای عضو سازمان ملل، به رسمیت شناخته نمی‌شوند.
| کشور         | کشور مدعی | رئیس کشور                           | رئیس دولت                           |
| ------------ | --------- | ----------------------------------- | ----------------------------------- |
| سومالی‌لند    | سومالی    | رئیس‌جمهور – عبدالرحمان محمد عبدالله | رئیس‌جمهور – عبدالرحمان محمد عبدالله |
| ترانس‌نیستریا | مولدووا   | رئیس‌جمهور – وادیم کراسوسلسکی        | نخست‌وزیر – الکساندر روزنبرگ         |

## دولت‌های جایگزین
این دولت‌های جایگزین، بخشی از قلمرو خود را کنترل می‌کنند و حداقل توسط یکی از کشورهای عضو سازمان ملل، قانونی شناخته می‌شوند.
| دولت             | کشور | رئیس کشور                        | رئیس دولت                        |
| ---------------- | ---- | -------------------------------- | -------------------------------- |
| شورای عالی سیاسی | یمن  | رهبر جنبش حوثی‌ها – عبدالملک حوثی | رهبر جنبش حوثی‌ها – عبدالملک حوثی |
| شورای عالی سیاسی | یمن  | رئیس – مهدی مشاط                 | نخست‌وزیر – احمد رهوی             |

این دولت‌های جایگزین بخشی از قلمرو خود را کنترل می‌کنند، اما توسط هیچ‌یک از کشورهای عضو سازمان ملل، قانونی شناخته نمی‌شوند.
| دولت                  | کشور    | رئیس کشور                                | رئیس دولت                                    |
| --------------------- | ------- | ---------------------------------------- | -------------------------------------------- |
| دولت ثبات ملی         | لیبی    | فرمانده عالی ارتش ملی لیبی – خلیفه حفتر  | فرمانده عالی ارتش ملی لیبی – خلیفه حفتر      |
| دولت ثبات ملی         | لیبی    | رئیس شورای ریاست‌جمهوری – محمد منفی       | نخست‌وزیر موقت – اسامه حماد                   |
| دولت وحدت ملی         | میانمار | رئیس‌جمهور موقت – دوا لاشی لا             | نخست‌وزیر – مهن وین خاینگ ثان                 |
| دولت حماس در نوار غزه | فلسطین  | رئیس حماس در نوار غزه – عزالدین حداد     | رئیس حماس در نوار غزه – عزالدین حداد         |
| دولت حماس در نوار غزه | فلسطین  | رئیس‌جمهور – محمود عباس                   | رئیس کمیته اداری دولت – کمیته پشتیبانی جامعه |
| دولت صلح و وحدت       | سودان   | رئیس شورای ریاست‌جمهوری – محمد حمدان دقلو | نخست‌وزیر – محمد حسن طعیشی                    |

این دولت‌های جایگزین، قلمرو خود را کنترل نمی‌کنند، اما حداقل توسط یکی از کشورهای عضو سازمان ملل، قانونی شناخته می‌شوند.
| دولت              | کشور    | رئیس کشور                                      | رئیس دولت                                      |
| ----------------- | ------- | ---------------------------------------------- | ---------------------------------------------- |
| شورای هماهنگی     | بلاروس  | رئیس‌جمهور و رئیس کابینه – سوتلانا تیخانوفسکایا | رئیس‌جمهور و رئیس کابینه – سوتلانا تیخانوفسکایا |
| اپوزیسیون گرجستان | گرجستان | رئیس‌جمهور – سالومه زورابیشویلی                 | نخست‌وزیر – بدون متصدی                          |

## موجودیت‌های منحصربه‌فرد
| سرزمین              | رئیس نهاد                           | رئیس دولت                                |
| ------------------- | ----------------------------------- | ---------------------------------------- |
| اتحادیه اروپا       | رئیس شورای اروپایی – شارل میشل      | رئیس کمیسیون اروپا – اورزولا فون در لاین |
| نظام شوالیه‌های مالت | شاهزاده و استاد بزرگ – جان تی دانلپ | صدراعظم – ریکاردو پاترنو دی مونتکوپو     |